# Honda Airwave
Der Honda Airwave war ein Multivan der japanischen Firma Honda und basierte auf dem Honda City bzw. auf dem Honda Jazz und war für den japanischen Markt gedacht. Das Modell wurde am 7. April 2005 vorgestellt. Angeboten wurde er in zwei Versionen, der Variante „G“ für die Grundausstattung und „L“ für die höchste Ausstattungsstufe und als Lieferwagen mit geschlossenen Seitenfenstern. Sein Nachfolger ist der Honda Fit Shuttle.

## Motor
Der Airwave wurde von einem 1,5-Liter-VTEC-Motor mit 81 kW (110 PS) angetrieben. Er besaß in der Version „G“ eine Fünfgangautomatik und in der Version „L“ eine Siebengang-CVT-Automatik und entwickelte ein maximales Drehmoment von 134 Nm. Wahlweise konnte man das Fahrzeug mit Front- oder Allradantrieb kaufen. Der Motor wurde aus dem Honda Jazz übernommen.

## Honda Partner
Der Airwave wurde auch als Honda Partner der zweiten Generation (Serie GJ3/GJ4) zwischen März 2006 und August 2010 in Japan verkauft. Die erste Generation basierte auf dem Honda Orthia.
Im Wesentlichen ist der Partner eine abgespeckte Kastenwagen-Version des Airwave, verwendet aber einen anderen 1,5 L-Motor, den L15A i-DSI (im Gegensatz zum VTEC-Motor im Airwave), gepaart mit einem Fünf-Gang-Automatikgetriebe, das so auch nordamerikanischen Honda Jazz/Fit verbaut wurde.

## Bildergalerie

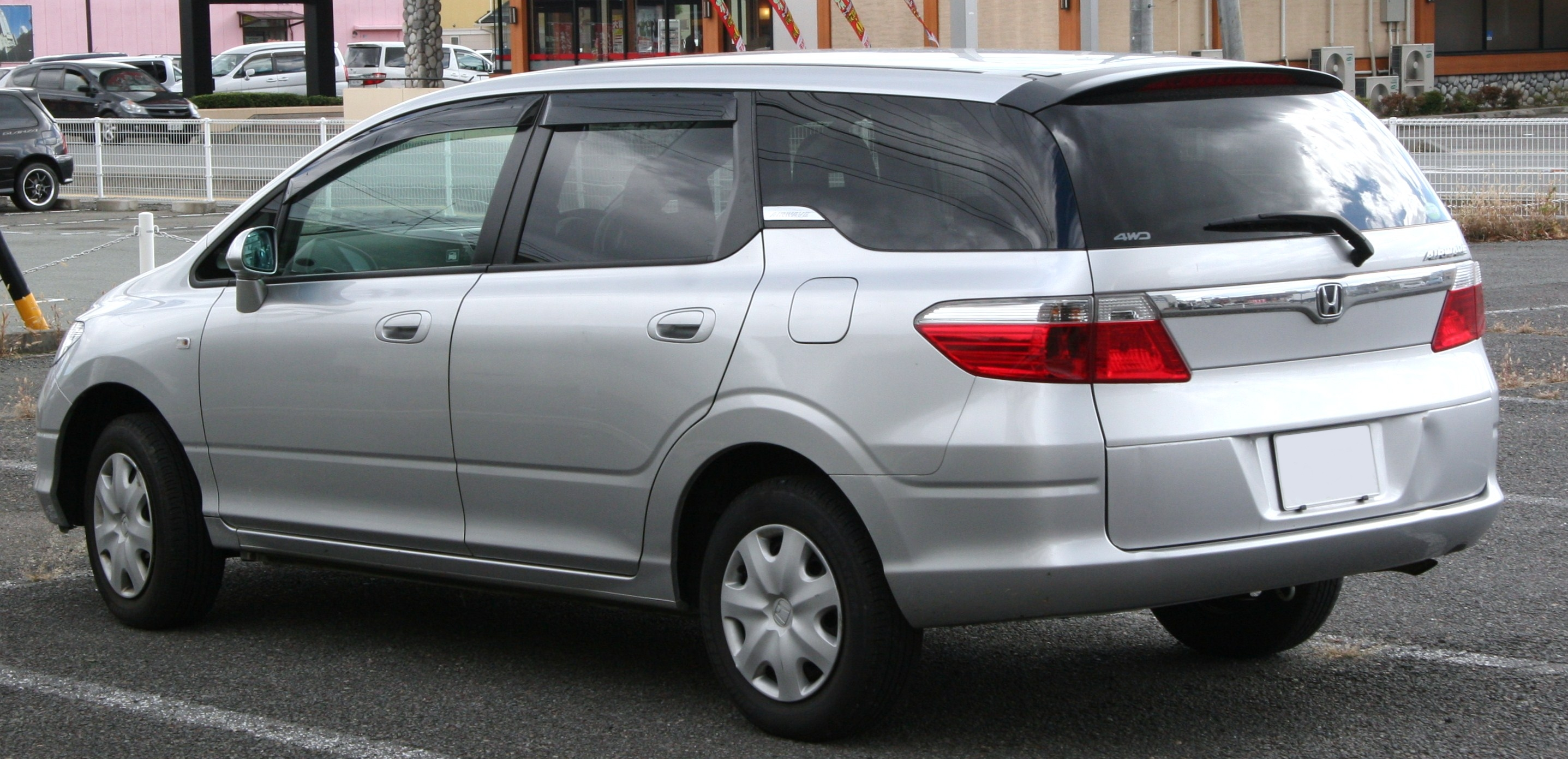
Heckansicht
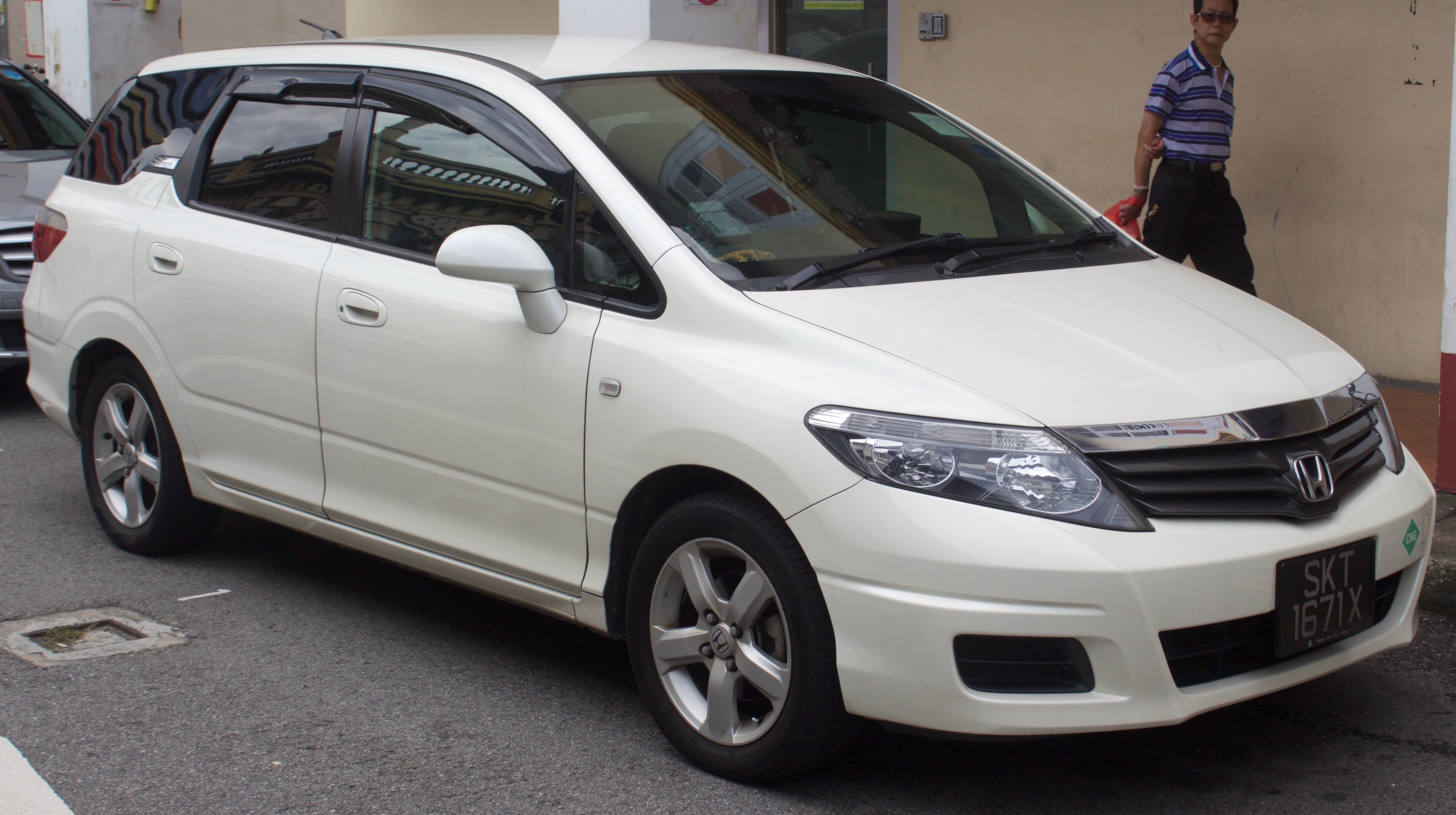
Facelift (2008–2010)
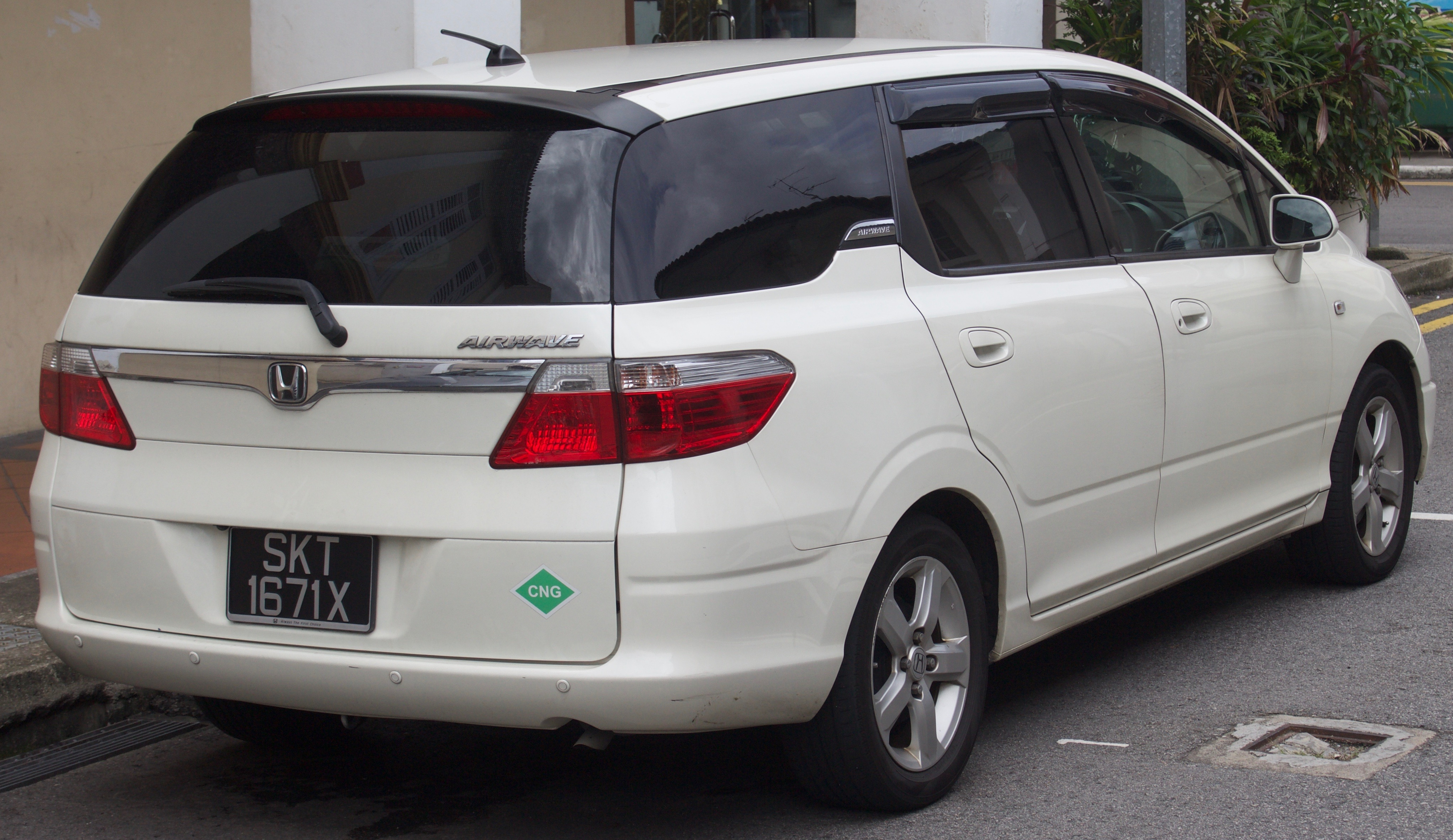
Heckansicht
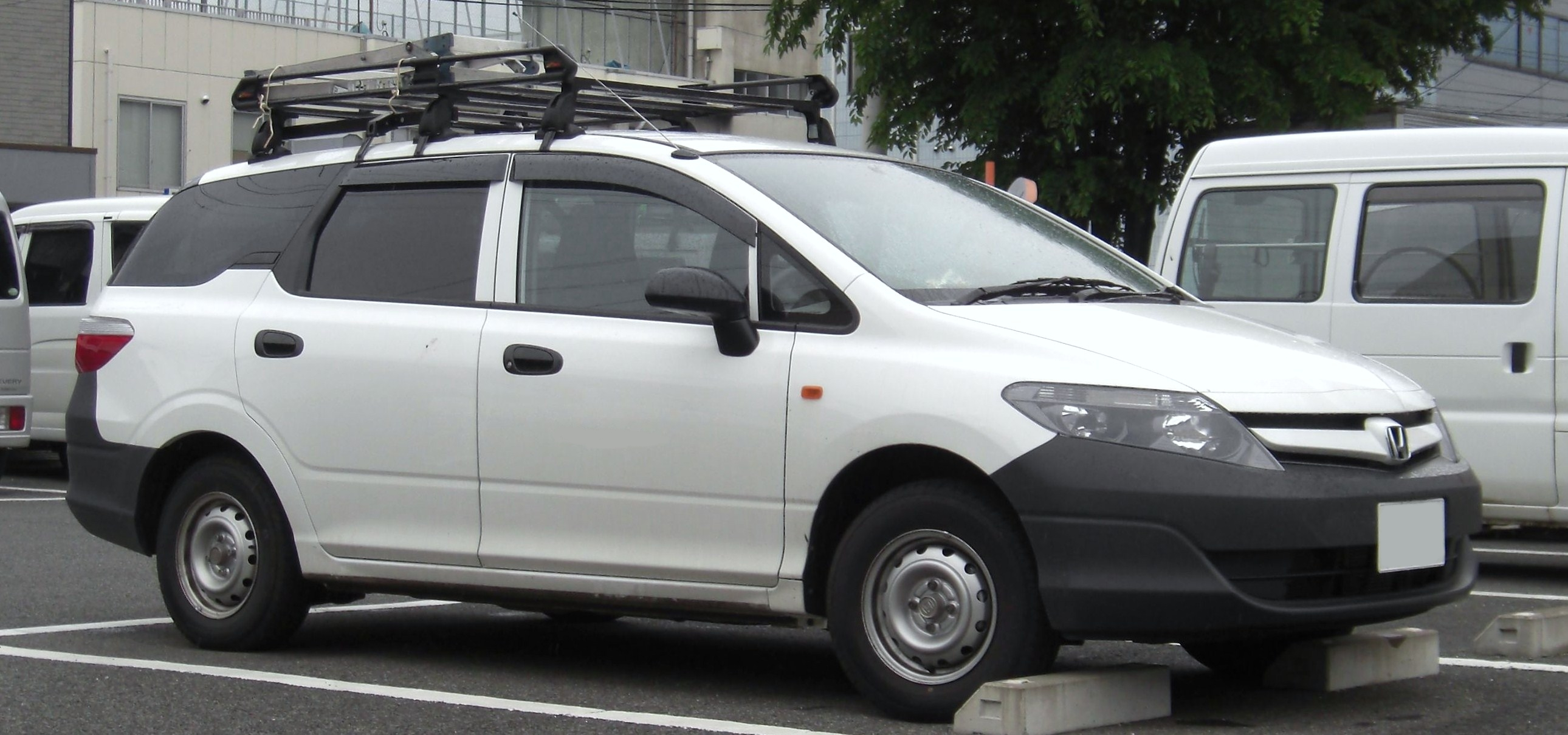
Honda Partner
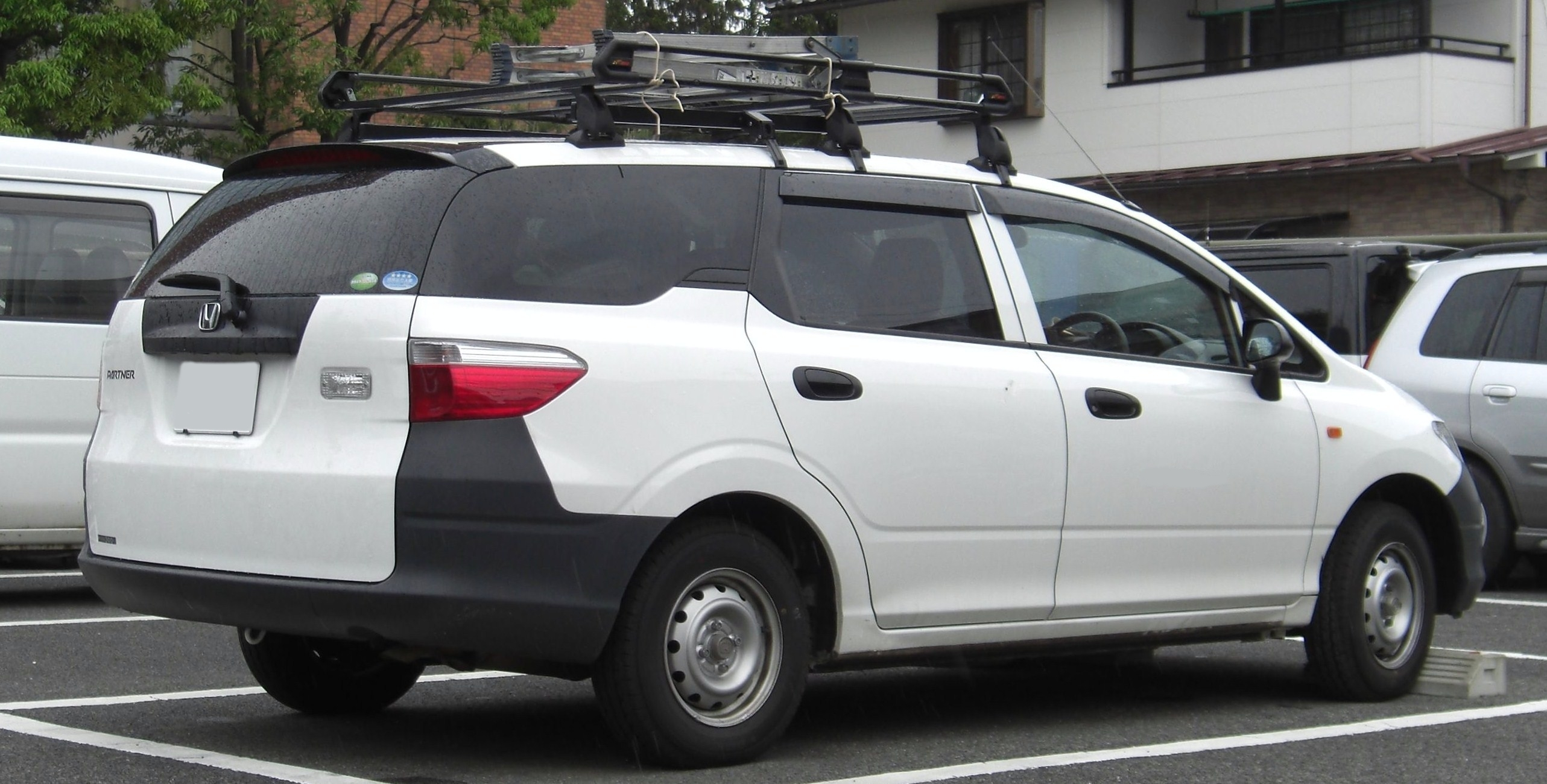
Heckansicht